# Caspar Merian

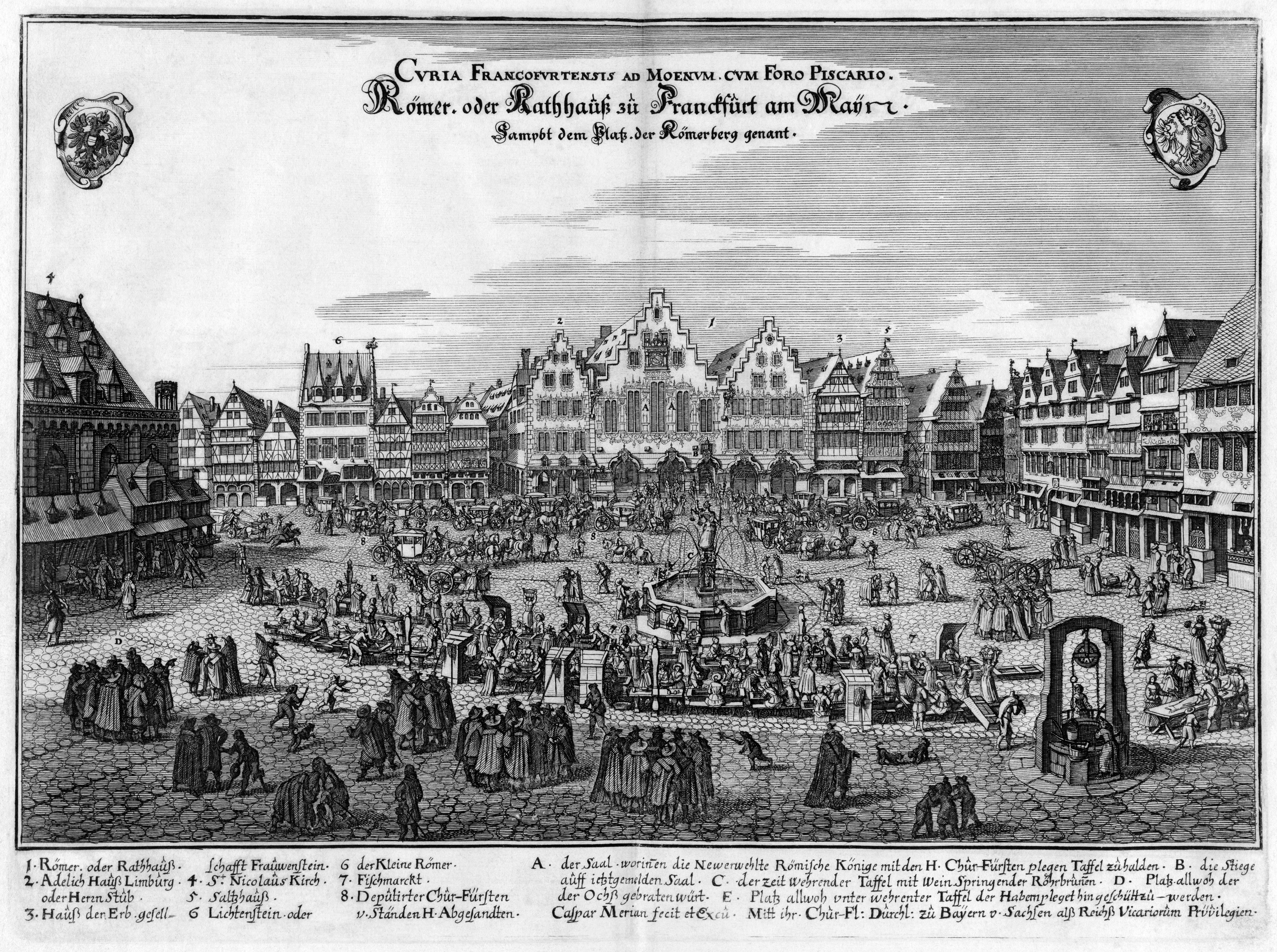
Frankfurt am Main 1658 door Caspar Merian

Caspar Merian (Frankfurt am Main, 13 februari 1627 - Walta-state in Wieuwerd (Friesland), 12 april 1686) was een van de belangrijkste topografische graveurs en uitgevers in de barokperiode. Hij kwam uit de in Frankfurt gevestigde tak van de Bazeler Merian-familie. 
Merian was de zoon en leerling van de graveur Matthaeus Merian de Oude (1593-1650) en zijn vrouw Maria Magdalena-de Bry. Als medewerker van zijn vader, werkte hij tijdelijk in Parijs en Neurenberg. 
Na de dood van zijn vader leidde hij de Frankfurtse uitgeverij samen met zijn broer Matthäus Jr. wat tot gevolg had dat de verdere openbaarmaking van belangrijke werken geïnitieerd door hun vader, de Topographia Germaniae Inferiors vel Circuli Burgundici das ist beschreibung und abbildung der Furnembsten Orter in den Niderlandischen XVII Provincien oder Burgundischen Kranse Frankfurt am Mann beij Caspar Merian en de Theatrum Europaeum, konden worden geproduceerd. 
Van de Topographia Germaniae Inferiors etc., verschenen in totaal 30 delen met 2142 perspectiefbeelden en eenvoudige plattegronden (meestal zonder stratenindeling) en 92 landkaarten. Van Nederland en België verscheen in 1964 een reproductie-uitgave bij Bärenreiter Verlag in Kassel en Bazel met een nawoord door Berndt van 't Hoff.  
Merian trok terug in 1672 in Wertheim op medisch advies. In 1677 verhuisde hij naar Friesland, en sloot zich aan bij de radicale protestantse sekte der Labadisten, waar hij woonde tot zijn dood. In 1685 heeft hij zijn halfzuster, de kunstenares Maria Sibylla Merian (1647-1717), en haar moeder, Johanna Sibylla Catharina en de twee dochters van zijn halfzus op zijn kasteel Walta-state een onderdak verschaft. 